# Torre Vignazza
 La Torre Vignazza è una torre d'avvistamento costiera del XVI secolo che si trova a Giardini Naxos.

## Storia

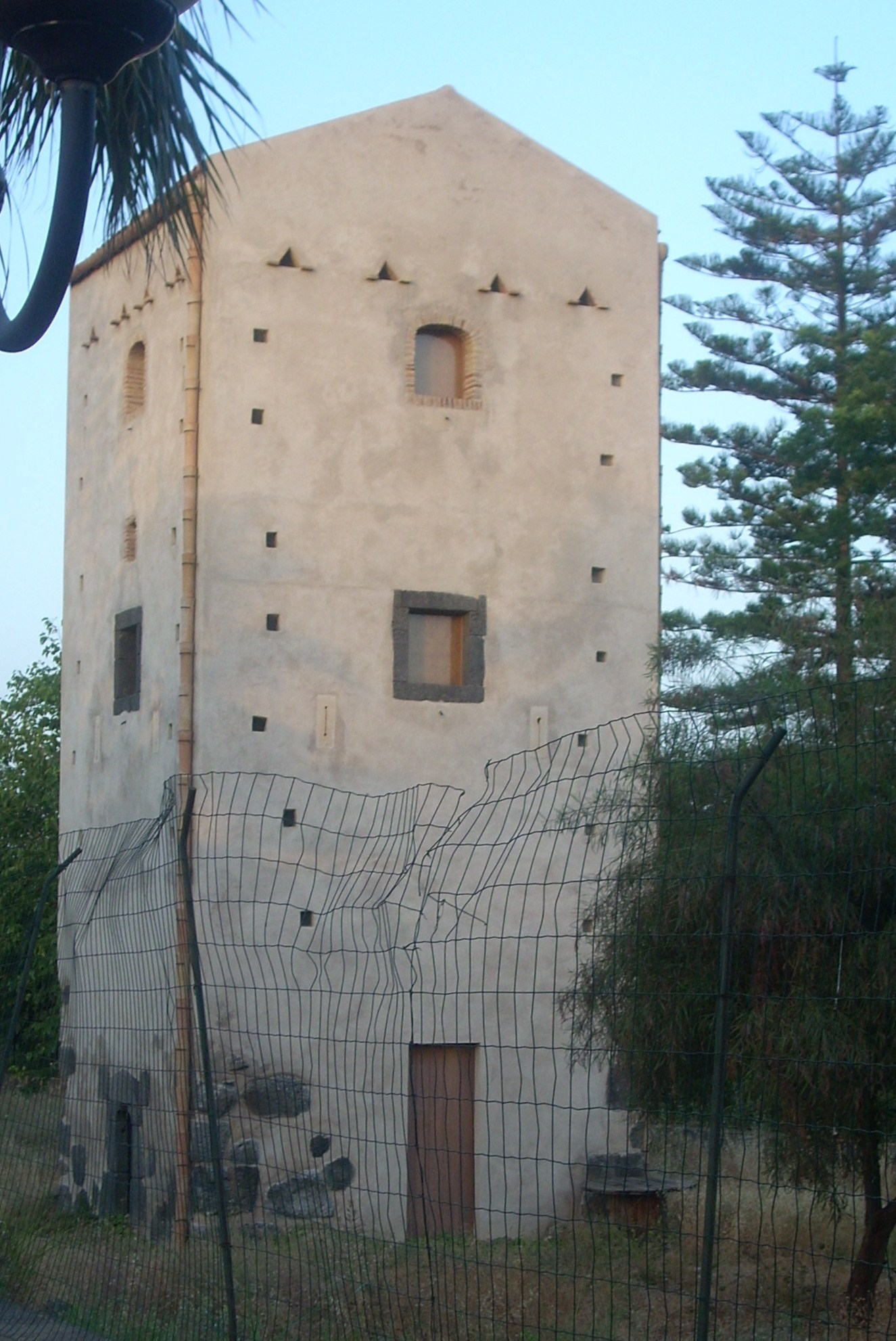
Torre Vignazza vista da sud.

La Torre Vignazza è una struttura quadrangolare, alta tre piani, costruita nel 1544 per controllare Capo Schisò e la costa a sud di Porto Schisò contro le incursioni dei corsari barbareschi guidati da Kheir-ed-Din Barbarossa.
Quando una nave nemica veniva avvistata, il guardiano della torre di guardia inviava segnali di fumo per avvisare dell'imminente minaccia gli abitanti del villaggio e le altre torri di guardia costruite lungo la costa siciliana.
La Torre Vignazza si trova nella zona Recanati di Giardini Naxos ed è annessa al parco archeologico. Al suo interno si svolgono occasionalmente mostre ed esibizioni.